# Поповка (Липовецкий район)
Попо́вка (укр. Попівка) — село на Украине, находится в Липовецком районе Винницкой области.
Код КОАТУУ — 0522284801. Население по переписи 2001 года составляет 485 человек. Почтовый индекс — 22551. Телефонный код — 4358.
Занимает площадь 1,679 км².

## Адрес местного совета
22551, Винницкая область, Липовецкий р-н, с. Поповка, ул. Ленина, 2

## Галерея

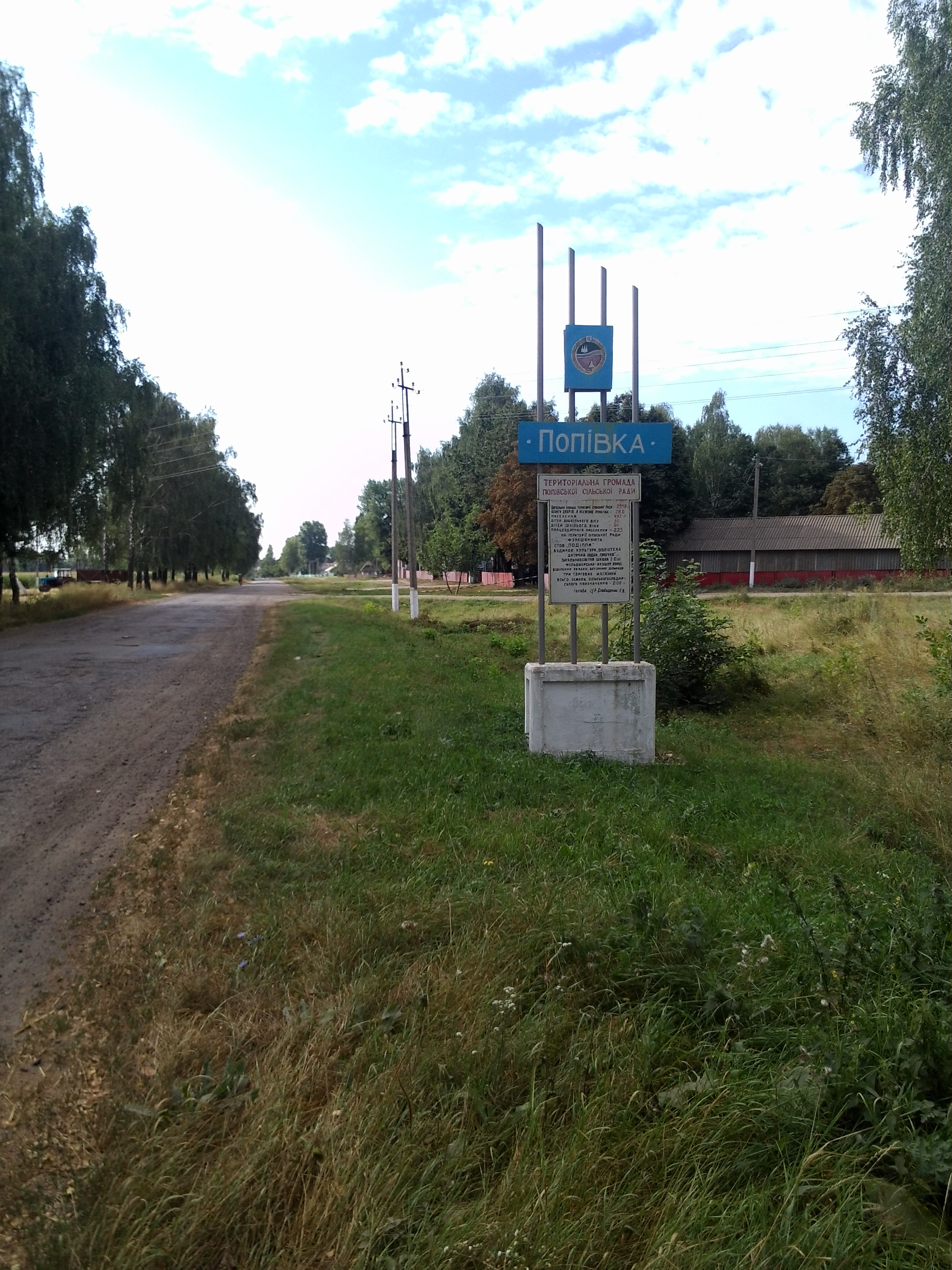
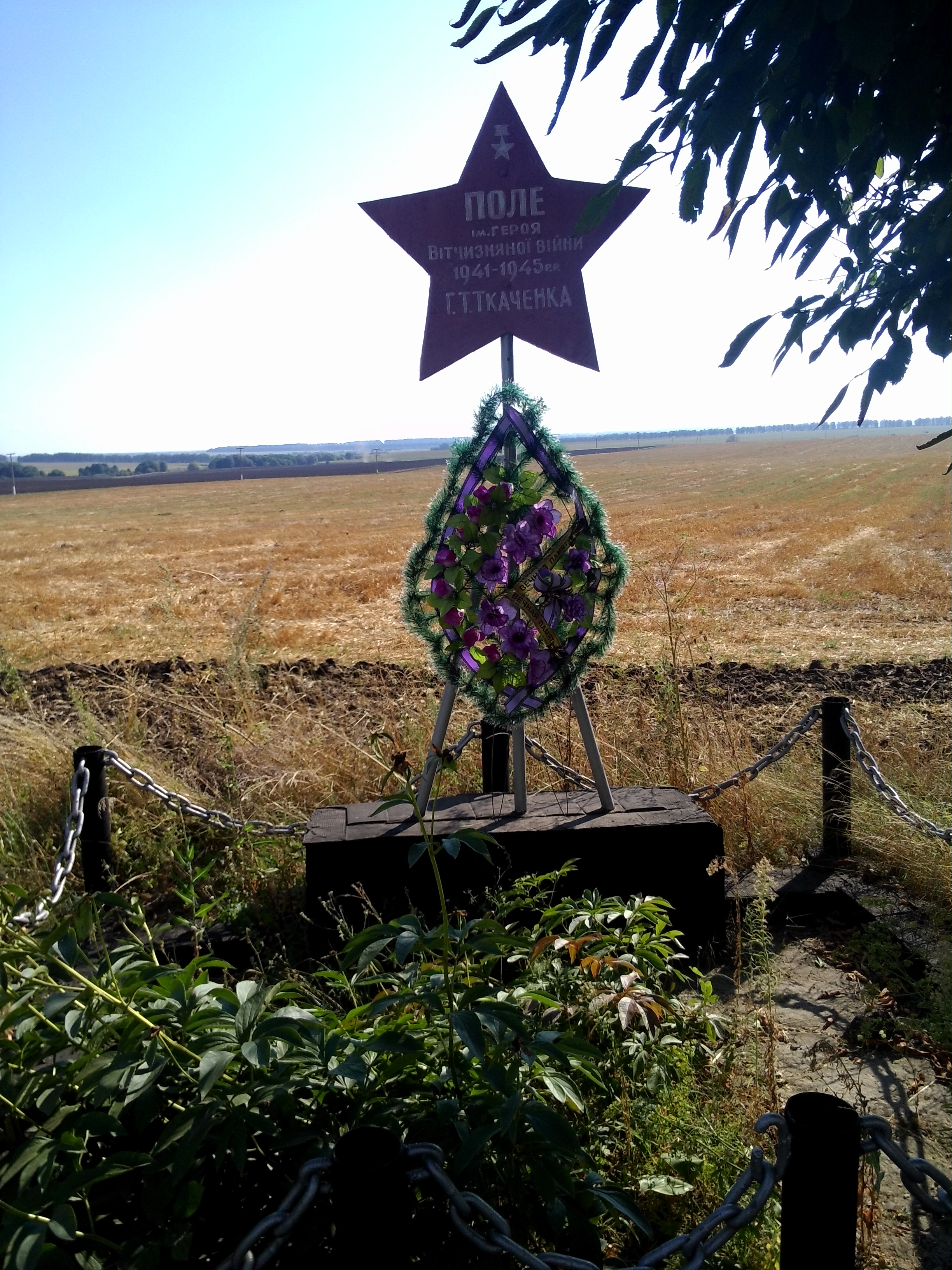
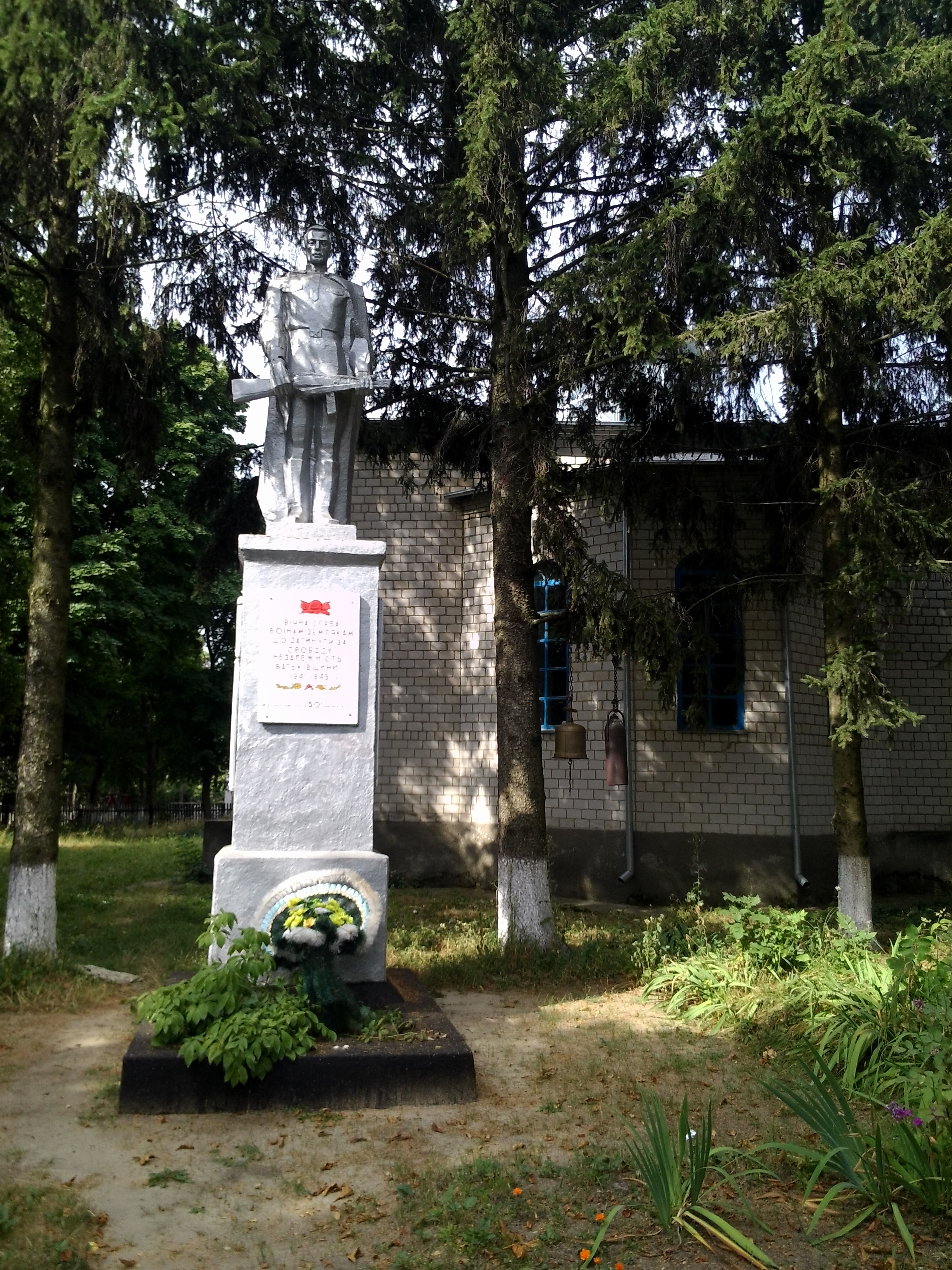
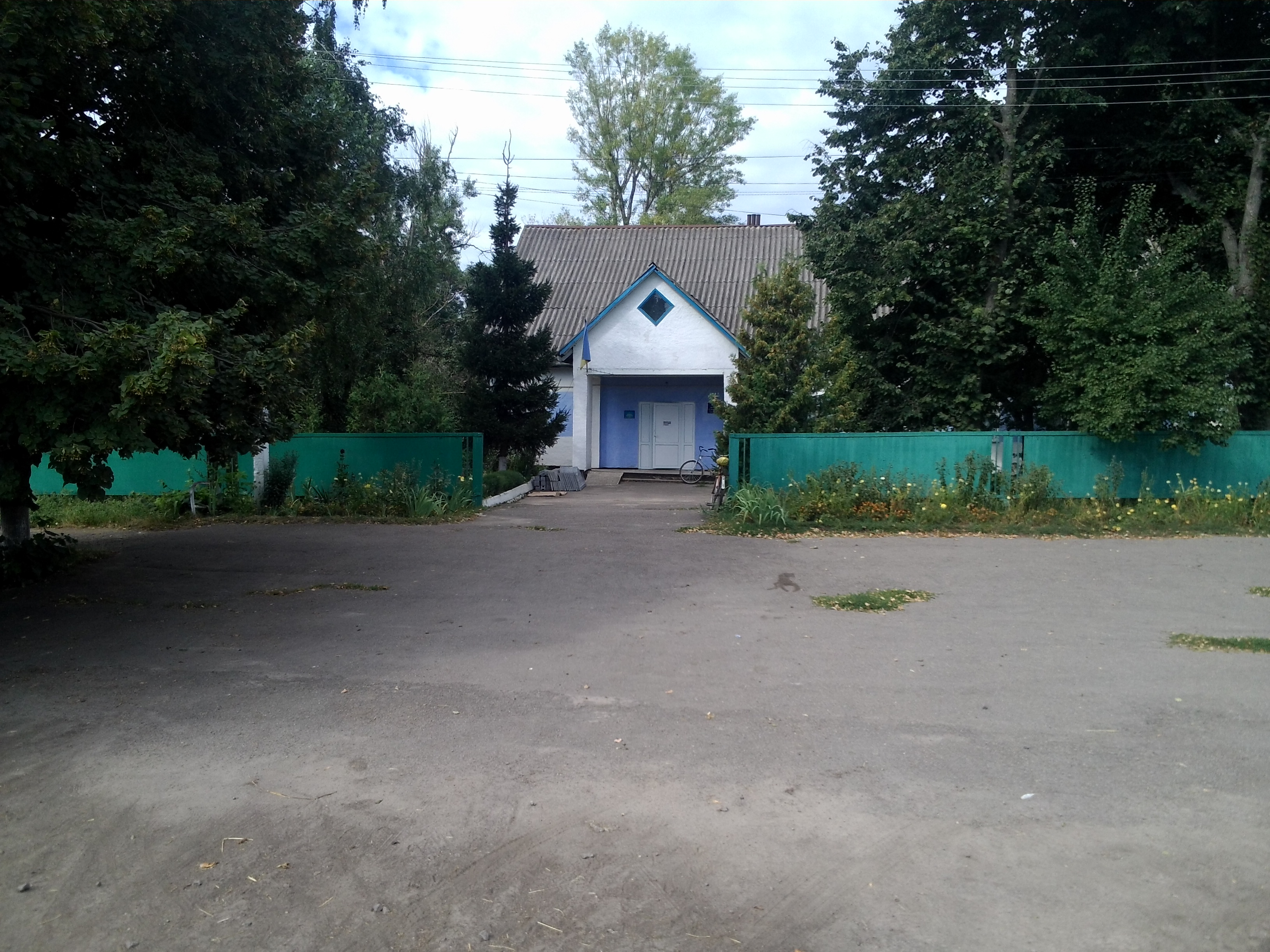
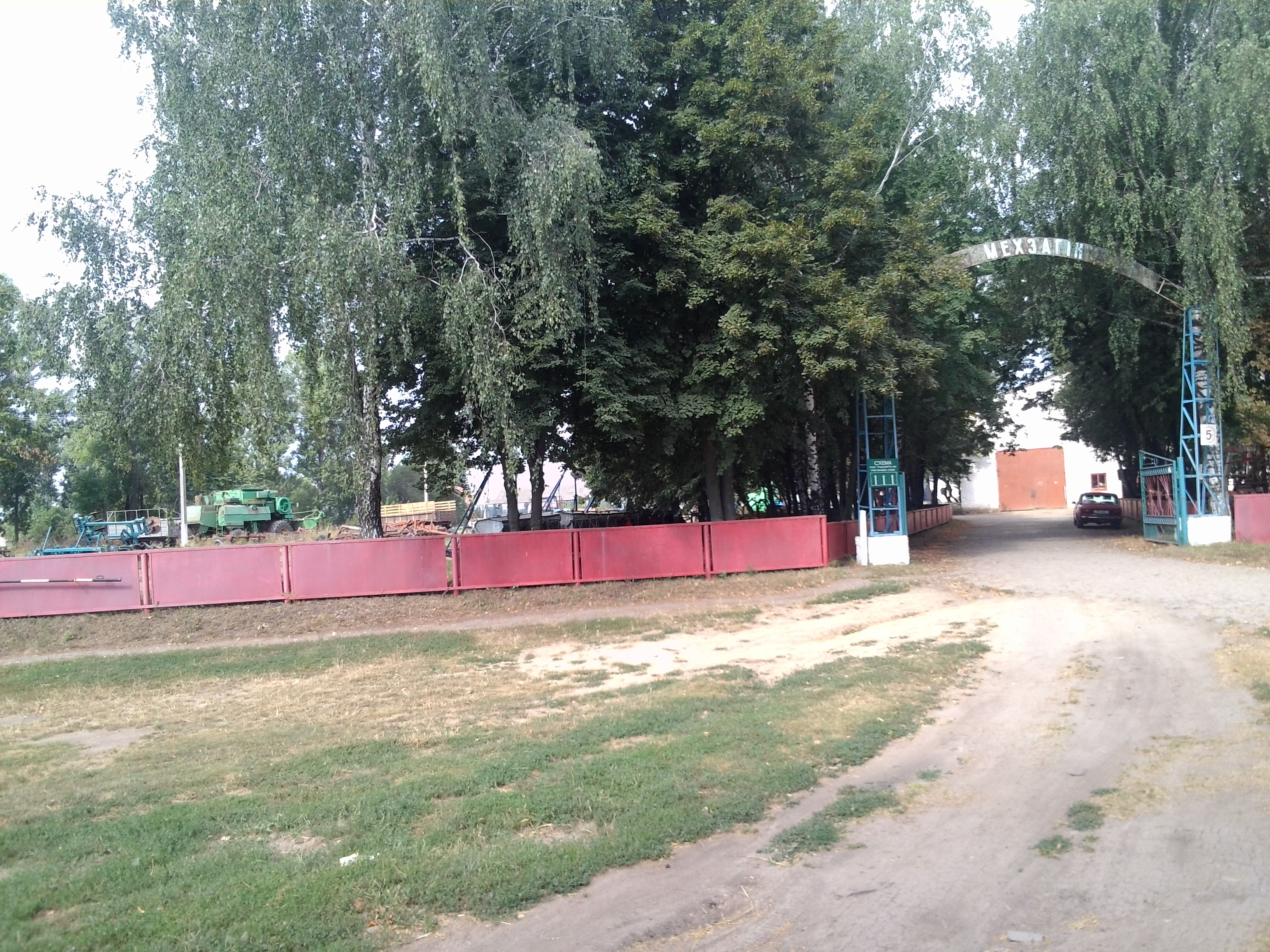
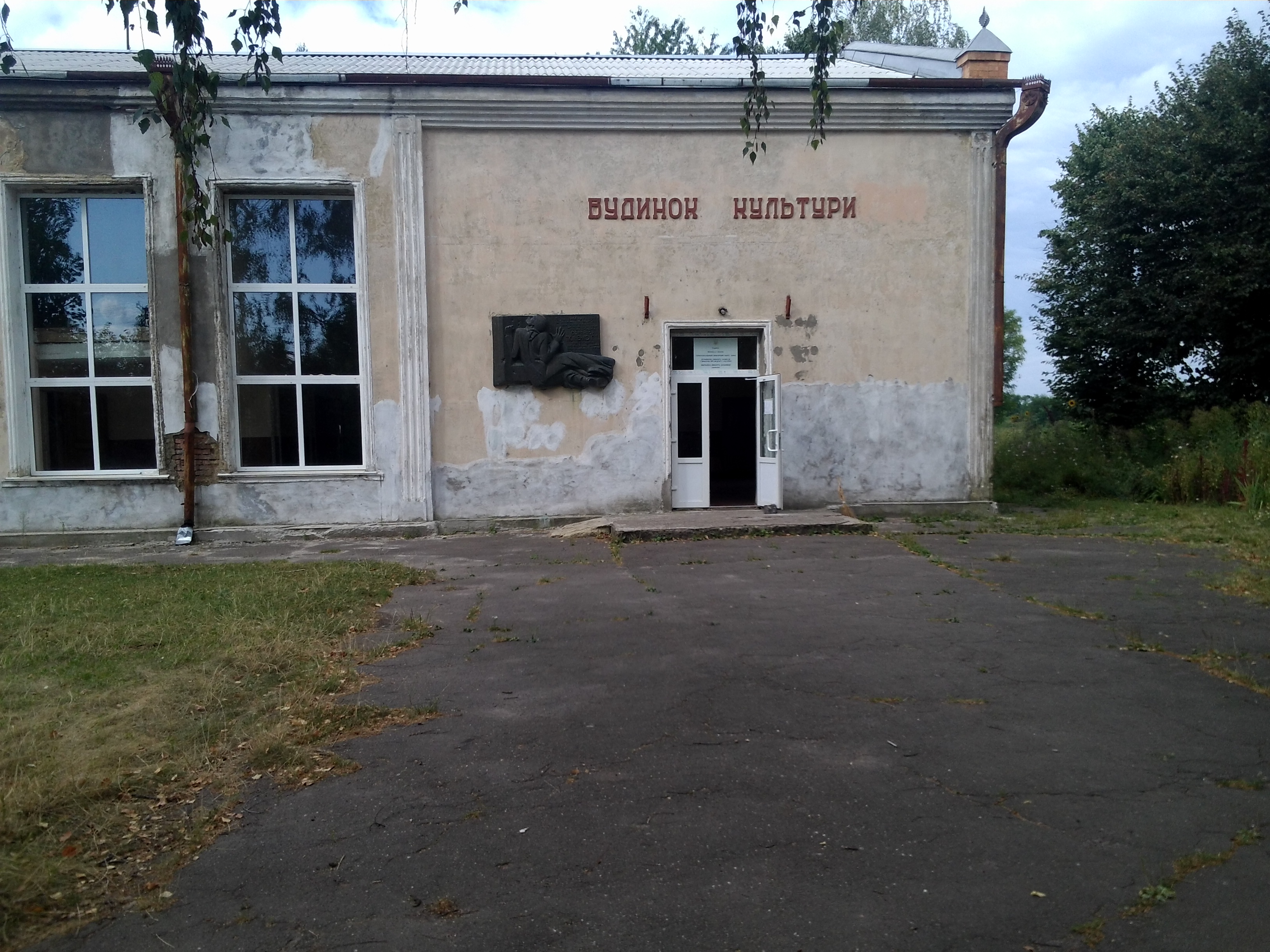
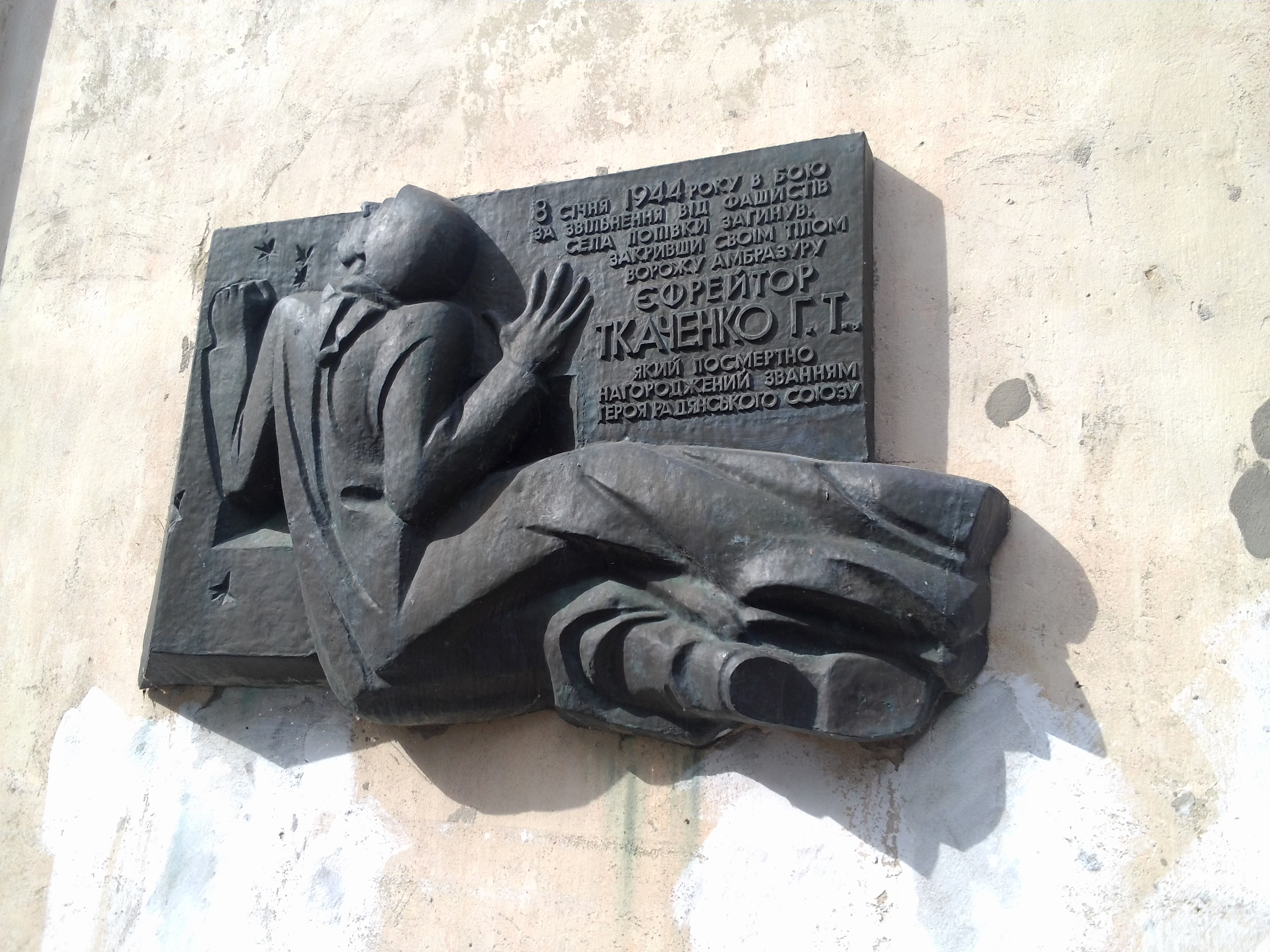
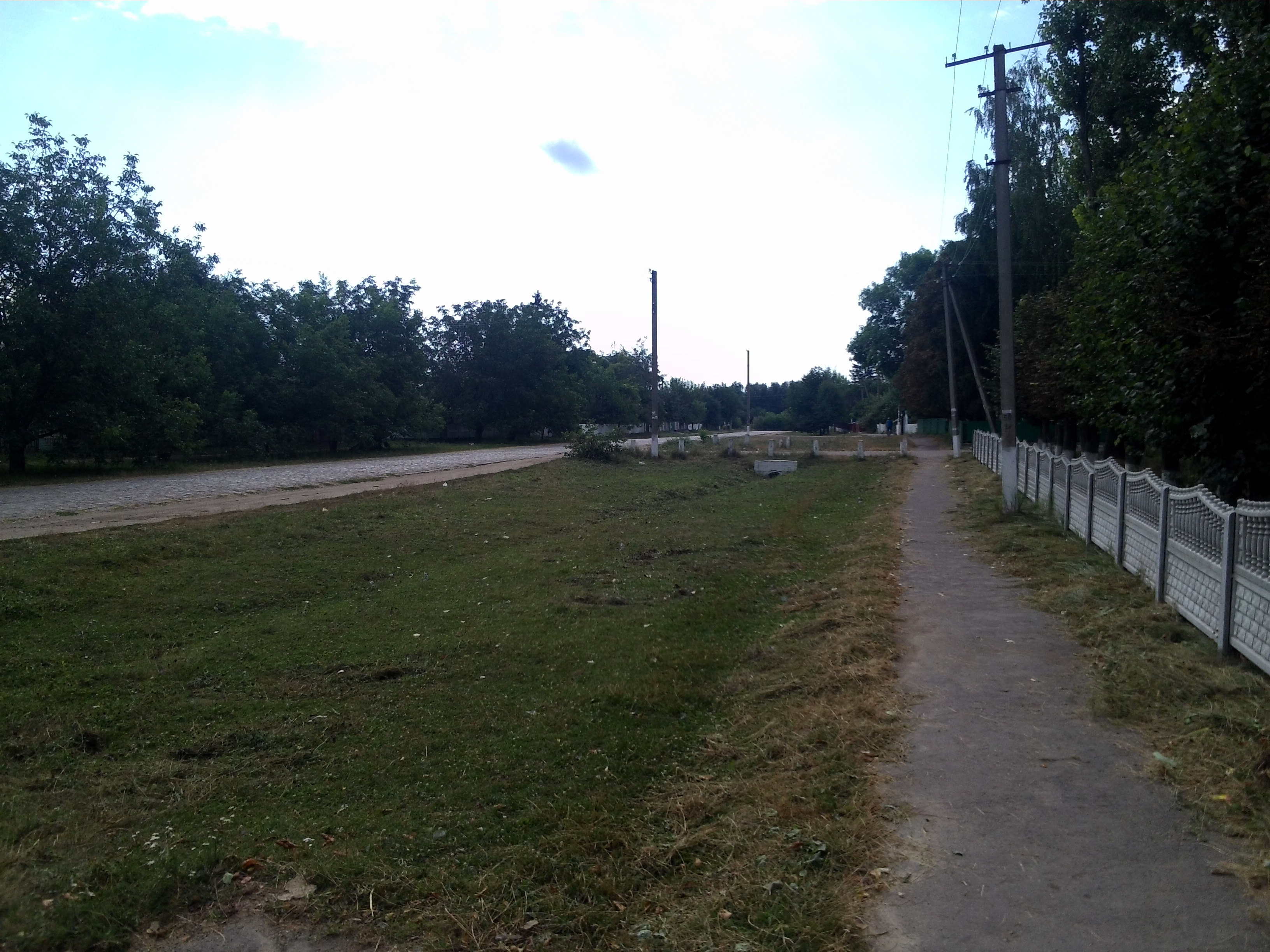
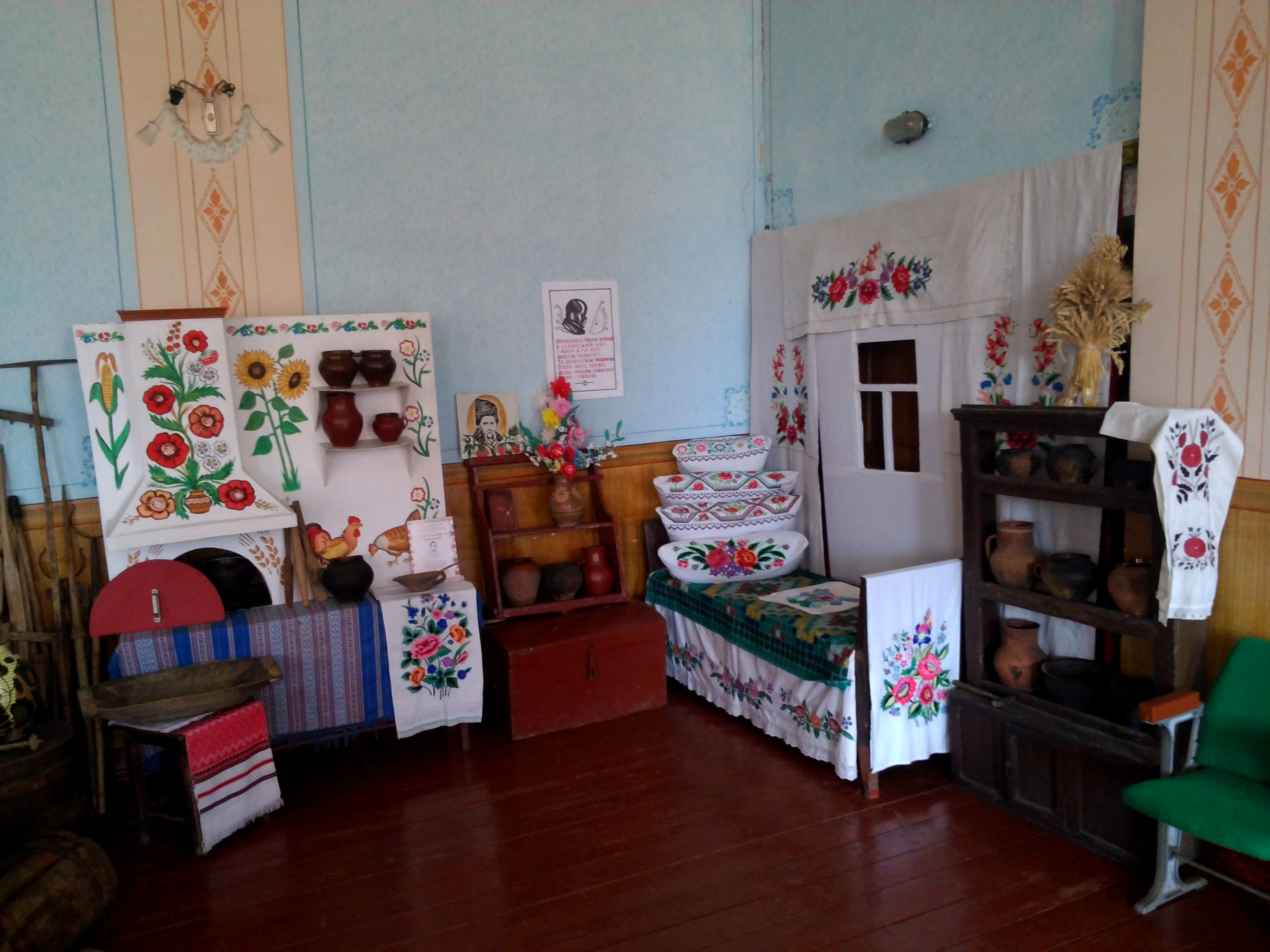
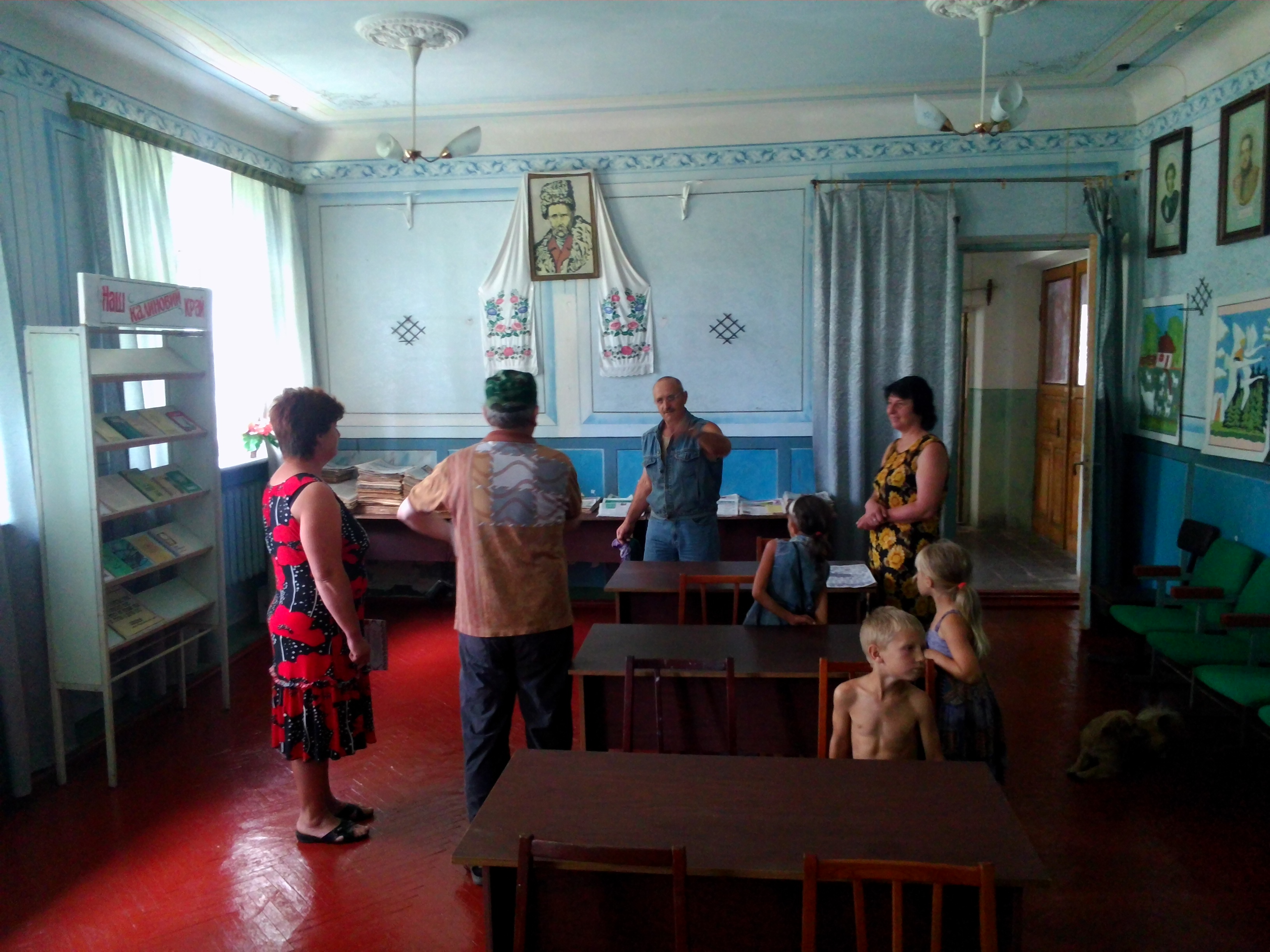
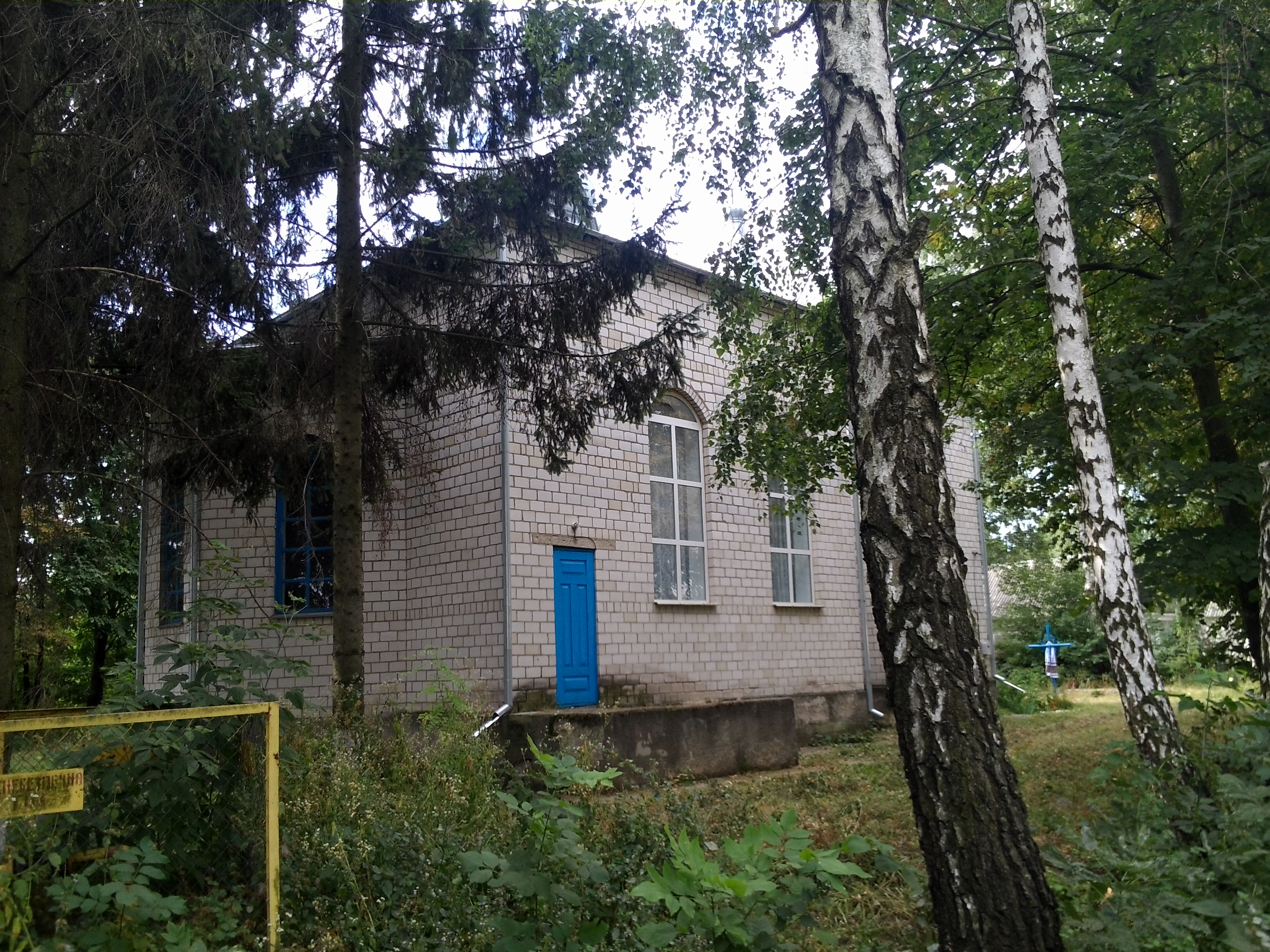
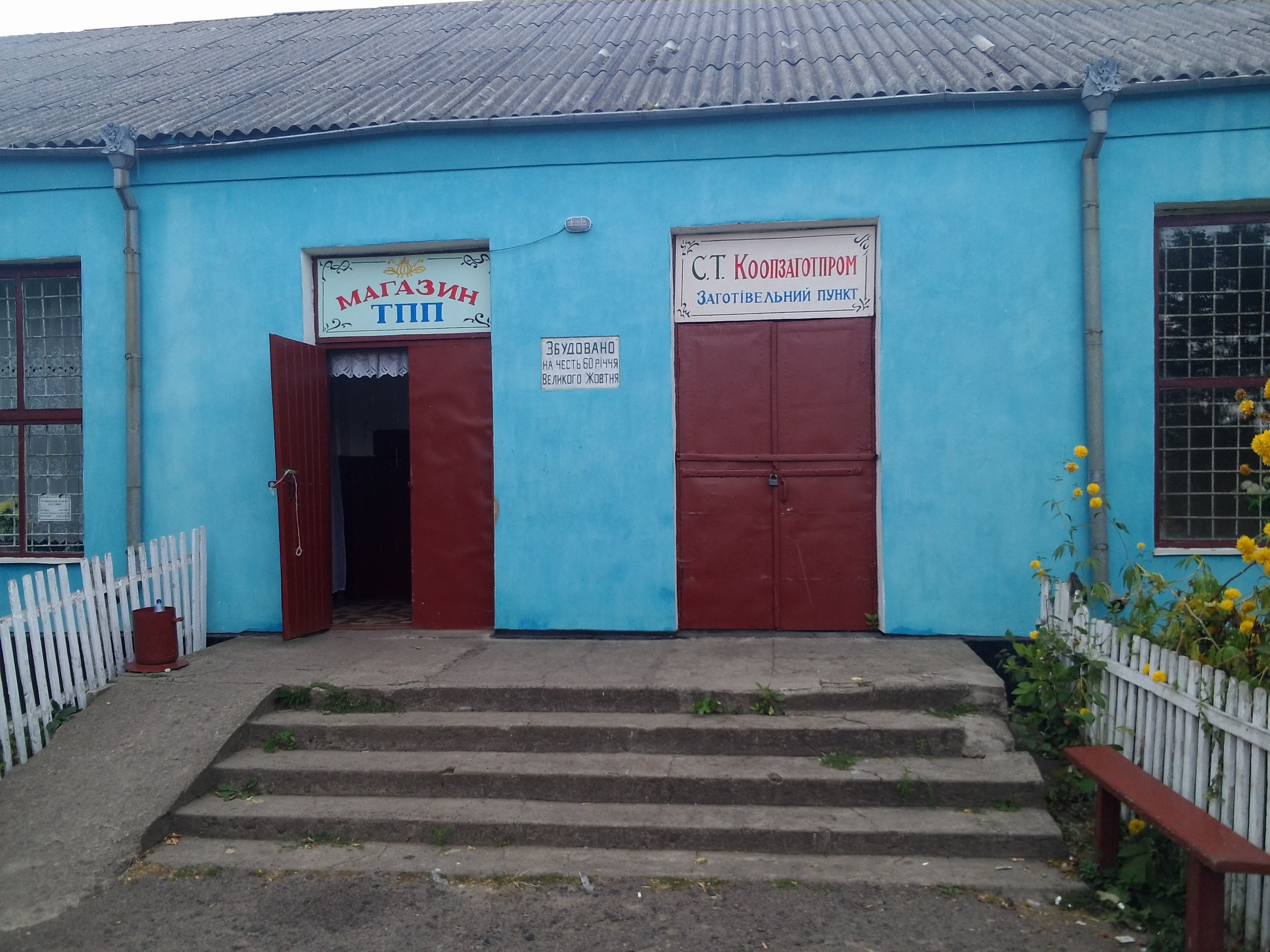